# Cuando ya no esté. El mundo dentro de 25 años
Cuando ya no esté. El mundo dentro de 25 años es un programa de entrevistas emitido por #0 presentado por Iñaki Gabilondo.

## Temática
Son entrevistas con expertos sobre cómo será el mundo en dos o tres décadas.

## Lista de programas

### 2016: Primera temporada
- Capítulo 1: Pórtico y Juan Ignacio Cirac, físico cuántico español, en Munich.[2]
- Capítulo 2: José Luís Cordeiro, profesor de la Singularity University.
- Capítulo 3: Alan Weisman, periodista y autor estadounidense, en Cummington, Massachusetts, EE. UU.
- Capítulo 4: Carlos López Otín, bioquímico, biólogo molecular español, en la Biblioteca de la Universidad de Oviedo, Asturias.
- Capítulo 5: Un día en el MIT. Con Israel Ruiz, vicepresidente del MIT y Nicholas Negroponte, fundador y director del MIT Media Lab, en el MIT, Boston, EE. UU.
- Capítulo 6: Michelle Bachelet, médica y política chilena, presidenta de Chile (2014- ), en el Palacio de la Moneda, Santiago de Chile, Chile.
- Capítulo 7: Norman Foster, arquitecto británico, en la Fundación Norman Foster, Madrid.
- Capítulo 8: Rafael Yuste, neurobiólogo español en la Columbia University, Nueva York.
- Capítulo 9: Rafael Rebolo, astrofísico español.
- Capítulo 10: Neil deGrasse Tyson, astrofísico estadounidense.

### 2017: Segunda temporada
- Capítulo 1: De animales a Dioses. Yuval Noah Harari,[3] historiador y autor israelí.
- Capítulo 2: Un Futuro Impreso en 3D en el Barcelona Fab Lab.
- Capítulo 3: La Cuarta Revolución Industrial. Carl Benedikt Frey. Economista en la Universidad de Oxford.
- Capítulo 4: Iñaki en Asia: Cartógrafo del futuro. Con Parag Khanna, experto en relaciones internacionales.
- Capítulo 5: Iñaki en Asia: Hombre Global con Carlos Barrabés, en Hong Kong.
- Capítulo 6: Iñaki en Asia: El Quijote de la Robótica con el Dr. Ishiguro, en Kyoto.
- Capítulo 7: El enemigo Nº 1, Julian Assange, en la Embajada de Ecuador de Londres.
- Capítulo 8: Ciencia con conciencia  Iñaki Gabilondo  con tres científicas españolas de tres áreas muy diferentes de la Medicina: María Blasco, Presidenta del CNIO (Centro Nacional de Investigaciones Oncológicas), Mara Dierssen, neurobióloga especializada en la investigación sobre el síndrome de down, y Clara Menéndez, experta en salud infantil y maternidad y que durante años ha tratado la malaria en Mozambique.
- Capítulo 9: Los polos: testigo y motor del cambio climático El actual y rápido levantamiento de la corteza de Islandia es el resultado del deshielo acelerado de los glaciares de la isla, y coincide con la alarmante situación en el Ártico. ¿Cuáles serán las secuelas del calentamiento global en un futuro?
- Capítulo 10: Geostrategia Iñaki Gabilondo se desplaza a la Base Naval de Rota para, a bordo del Buque Juan Carlos I, conversar con el General de Brigada de Artillería Miguel Ángel Ballesteros, director general del Instituto Español de Estudios Estratégicos (IEEE).
- Capítulo 11: Genética con Juan Carlos Izpisúa.
- Capítulo 12: Energía y transporte con Tony Seba.

### 2018: Tercera temporada
- Capítulo 1: El futuro de internet, Iñaki Gabilondo se traslada a la sede de Google en Virginia, EE. UU., para entrevistar a Vinton Cerf, vicepresidente de Google y considerado como "el padre de Internet",al diseñar el lenguaje en el que hablan todos los ordenadores, el TCP/IP. Cerf habla del "internet de las cosas", aquel que dentro de pocas décadas conectará virtualmente todos los aparatos que puedan ser conectados.

- Capítulo 2: ¿El nuevo periodismo? El reconocido Martin Baron, director de The Washington Post cree que el Periodismo sí tiene futuro, siempre que los periodistas recuperen los valores tradicionales y recuerden que la credibilidad solo se consigue con tiempo y honestidad.

- Capítulo 3: Los secretos del océano. Carlos Duarte, ecólogo acuático español que trabaja en Arabia Saudí, ha recorrido todos los océanos del planeta. En ellos surgió la vida y en ellos podrían encontrarse las respuesta a los desafíos a los que se enfrenta la humanidad, convirtiéndose en una potencial fuente de alimentos, energía, minerales, agua, fármacos, etc.

- Capítulo 4: Silicon Valley: fabricando el futuro. Iñaki viaja a California, a la que llaman "la capital del futuro", para hablar con Pascal Finnetti sobre los increíbles proyectos en los que trabaja la Singularity University, y con Jason Dunn sobre los experimentos espaciales que está desarrollando la empresa In Space.

- Capítulo 5: La música del mañana. El pianista de origen chino Lang-Lang y Alberto Iglesias, el compositor español de bandas sonoras para el cine con más renombre internacional, se atreven a predecir cómo será la música que se escuchará en el futuro.

- Capítulo 6: La generación del siglo XXI. Rodeado de millennials despedirá esta tercera temporada del programa Iñaki Gabilondo, protagonistas de una juventud que se mueve entre un mundo que acaba y otro que está por venir.

### 2018: Cuarta temporada
- Capítulo 1: Camino a la inmortalidad.  Iñaki Gabilondo entrevista a Miguel Ángel Muñoz, investigador del CNIO, y a María Abad, investigadora del VHIO (Valle de Hebrón Instituto de Oncología).

- Capítulo 2: El futuro de internet.

- Capítulo 3: Aprender a aprender.

- Capítulo 4: La crisis alimentaria, un reto para el siglo XXI.